# Município de Ahoskie
O município de Ahoskie (em inglês: Ahoskie Township) é um localização localizado no  condado de Hertford no estado estadounidense da Carolina do Norte. No ano 2000 tinha uma população de 8.561 habitantes.

## Geografia
O município de Ahoskie encontra-se localizado nas coordenadas 36° 17′ 29,39″ N, 76° 57′ 45,99″ O.